# Academia de Letras e Artes do Nordeste
A Academia de Letras e Artes do Nordeste foi fundada em 27 de janeiro de 1978, tendo como objetivo promover o desenvolvimento e a preservação dos valores culturais da Região Nordeste do Brasil.
Agrega escritores, atores, pintores e musicistas.
Inicialmente denominada Academia de Letras e Artes do Nordeste Brasileiro, cuja sigla era ALANB, mudou sua denominação e a sigla, que passou a ser ALANE.
Tem 60 acadêmicos no seu núcleo-sede, no Recife, Pernambuco, e núcleos em outros estados do Nordeste, cada um com 15 membros: Alagoas, Paraíba, Rio Grande do Norte e Ceará.
É uma academia itinerante, sem sede própria, realizando suas reuniões literárias nas casas dos acadêmicos.
O núcleo Sede edita a revista Letras e Artes, enquanto o núcleo Alagoas edita a Revista da Academia de Letras e Artes do Nordeste.

## Acadêmicos

### Núcleo Sede
| Cadeira | Patrono                      | Acadêmico(s) anterior(es)                | Acadêmico atual                        |
| 1       | Cruz e Sousa                 | Nicolino Limongi                         | Paulo Dantas Saldanha                  |
| 2       | Graciliano Ramos             | Zuleno Pessoa                            | Maria Valderez de Freitas Leite        |
| 3       | Osman Lins                   |                                          | Luiz Gonzaga Lopes                     |
| 4       | Tobias Barreto               | Nelson Saldanha                          | Maria Helena Carvalho                  |
| 5       | Valdemar de Oliveira         |                                          | Valter da Rosa Borges                  |
| 6       | Frei Caneca                  |                                          | Fernanda d'Oliveira                    |
| 7       | Austro Costa                 | Waldemar Lopes                           | Telma Brilhante                        |
| 8       | Diná de Oliveira             | Verônica Nery                            |                                        |
| 9       | Zilde Maranhão               | Zilda Maurício Crisóstomo                | Elizabeth Brandt Feijó                 |
| 10      | Delmiro Gouveia              | Cloves Marques                           | Genicleide Maria Guilherme Lima        |
| 11      | Benedita de Melo             |                                          | Eric Dayan                             |
| 12      | Nísia Nobre de Almeida       | Waldimir Maia Leite                      | Paulo Camelo de Andrade Almeida        |
| 13      | Carlos Pena Filho            |                                          | Bartyra Soares                         |
| 14      | Zeferino Galvão              |                                          | Luiz de Freitas Lima                   |
| 15      | De Lyra e César              |                                          | Ana Maria César                        |
| 16      | José Rodrigues de Carvalho   | Esther Camurça                           | Lúcia Cardoso                          |
| 17      | Alberto Nepomuceno           | Manuel de Barros Lima ►Tavares de Lima   | Serafim Manoel de Carvalho             |
| 18      | Augusto dos Anjos            | William Ferrer Coelho ►Cyl Gallindo      | Flávia Suassuna                        |
| 19      | Manuel Bandeira              |                                          | Dirceu Rabelo                          |
| 20      | Lucilo Varejão               |                                          | Lucilo Varejão Neto                    |
| 21      | Gilberto Freyre              | Terêza Tenório                           | Isabel Tereza Maia Mendes da Silva     |
| 22      | Celina de Holanda            | Lúcio Ferreira                           |                                        |
| 23      | Clarice Lispector            | Everaldo Moreira Veras                   | Sônia Freyre Pimentel                  |
| 24      | Manoel de Holanda Cavalcante |                                          | Marcus Prado                           |
| 25      | Álvares de Azevedo           |                                          | Bernadete Serpa Lopes                  |
| 26      | Paulo Bandeira da Cruz       |                                          | Vital Corrêa de Araújo                 |
| 27      | Álvaro Lins                  | José Wamberto                            | Alexandre Santos                       |
| 28      | Amaury de Medeiros           | Reinaldo de Oliveira                     | Édipo José dos Santos de Souza         |
| 29      | Arthur Braziliense Maia      | Ronildo Maia Leite                       | Geraldo Ferraz de Sá Torres Filho      |
| 30      | Deolindo Tavares             |                                          | Lygia de Souza Leão                    |
| 31      | José Condé                   | Waldenio Porto                           | Manuel Batista de Oliveira             |
| 32      | José Lins do Rego            | Aluízio Furtado de Mendonça              | Maria Rachel de Macêdo e Carrilho      |
| 33      | Mauro Mota                   | Geninha da Rosa Borges                   | Luiz Coutinho Dias Filho               |
| 34      | Ascenso Ferreira             |                                          | Alvacir Raposo                         |
| 35      | Ulysses Pernambucano         | Dulcinéa de Oliveira                     | Leny Amorim                            |
| 36      | Franklin Távora              |                                          | Cláudio Aguiar                         |
| 37      | Joaquim Cardozo              | Paulo Cardoso                            | Edna Alcântara                         |
| 38      | Jansen Filho                 |                                          | Carlos Severiano Cavalcanti            |
| 39      | Pereira da Costa             | Abdias Moura                             | Pedro Zenival Ramos Ferraz             |
| 40      | José Américo de Almeida      | Jarbas Maranhão ► Jair Martins           | Olívia Maria Beltrão Gondim            |
| 41      | Odívio Duarte                |                                          | Selma Vasconcelos Figueiroa            |
| 42      | Jerônimo Gueiros             |                                          | Flávio Chaves                          |
| 43      | Hermilo Borba Filho          | Odile Cantinho                           | Amaro Rodrigues da Silva (Amaro Poeta) |
| 44      | Orlando Parahym              | Francisco Bandeira de Melo               | Antonio Nunes Barbosa Filho            |
| 45      | Valter Fonseca Wanderley     | José Wanderley de Carvalho ► Leony Muniz | Jacira Barros                          |
| 46      | Israel Felipe                | Milton Lins                              | Antonia Campos de Andrade Lima         |
| 47      | Barreto Guimarães            | Jamesson Ferreira Lima                   | Albuquerque Pereira                    |
| 48      | Josué de Castro              | José Nivaldo Barbosa de Sousa            | Ariadne Quintella                      |
| 49      | Aníbal Bruno                 | José Rafael de Menezes                   | Flávio Gadêlha                         |
| 50      | José Matheus de Lima Filho   | Margarida Matheus de Lima                | Severino Marcos de Oliveira Carneiro   |
| 51      | Audálio Alves                | Djanira Silva do Rego Barros             | [ nota 2 ]                             |
| 52      | Potiguar Mattos              | Laudemiro Telino de Lacerda              | Alzira Paiva Tavares                   |
| 53      | Guerra de Holanda            | Pelópidas Soares                         | Rosa Lia Dinelli                       |
| 54      | José de Castro Paes Barreto  | Perseu Lemos                             | Zélia Maria Cunha Monte Bezerra        |
| 55      | Martha de Holanda            |                                          | Maria Luciene de Freitas               |
| 56      | Aloísio Magalhães            | Wilton de Souza                          | Marcello Affonso La Greca Marroquim    |
| 57      | Alcindo Correia Pedrosa      | Olimpio Bonald Neto                      | [ 13 ]                                 |
| 58      | Eugênio Coimbra Júnior       |                                          | Lourdes Sarmento                       |
| 59      | Olegário Mariano             | Airton Bayma                             | Nazaré Gouveia                         |
| 60      | João Cabral de Melo Neto     | Alberto da Cunha Melo                    | Melchiades Montenegro Filho            |

Sócios correspondentes
Alguns escritores do exterior receberam o título de sócio correspondente:
- Baltazar de Matos Caeiro[14]
- Luís Esperança Ferreira Lourenço[15]

Acadêmicos eméritos
Em sessão solene em 18 de janeiro de 1980, foram concedidos títulos de Acadêmico emérito aos presidentes de outras academias de Pernambuco:
- Mauro Mota - Academia Pernambucana de Letras
- Barreto Guimarães - Academia Olindense de Letras
- Fernando Figueira - Academia Pernambucana de Medicina
- Ferreyra dos Santos - Academia de Artes e Letras de Pernambuco
- Valter da Rosa Borges[Nota 2] - Academia Pernambucana de Ciências